# Maïka Vanderstichel
Maïka Vanderstichel (* 25. Mai 1994) ist eine französische Fußballschiedsrichterin.
Vanderstichel leitet Fußballspiele in der höchsten französischen Frauenfußballliga Division 1 Féminine.
Am 8. Mai 2019 pfiff sie das Finale der Coupe de France féminine 2018/19 zwischen Olympique Lyon und OSC Lille (3:1).
Seit 2020 steht Vanderstichel auf der Liste der FIFA-Schiedsrichter und leitet internationale Partien. Seit der zweiten Hälfte der Saison 2024/25 gehört sie zur Gruppe der UEFA-First-Category-Schiedsrichterinnen.
Bei der Fußball-Europameisterschaft 2022 in England wurde sie als Videoschiedsrichterin eingesetzt. Zudem war sie als Videoschiedsrichterin bei der U-20-Weltmeisterschaft 2022 in Costa Rica und bei der U-17-Weltmeisterschaft 2022 in Indien im Einsatz.